# Новоафонська печера
43°05′26″ пн. ш. 40°48′36″ сх. д. / 43.09065° пн. ш. 40.810008333333° сх. д.
Новоафонська печера (абх.: Афон Ҿыцтәи аҳаҧы) — одна з найбільших печер у світі, величезна карстова порожнина, своїми розмірами співмірна з такими найбільшими підземеллями світу, як Шкоціанська печера в Словенії і Карлсбадська в США. Розташована в Абхазії під схилом Іверської гори, біля міста Новий Афон. Є величезною карстовою порожниною об'ємом близько 1 млн м³. Поблизу печери розташовано Новоафонський монастир Симона Кананіта. У одному із відгалужень печери, згідно з християнською міфологією, жив сам апостол.

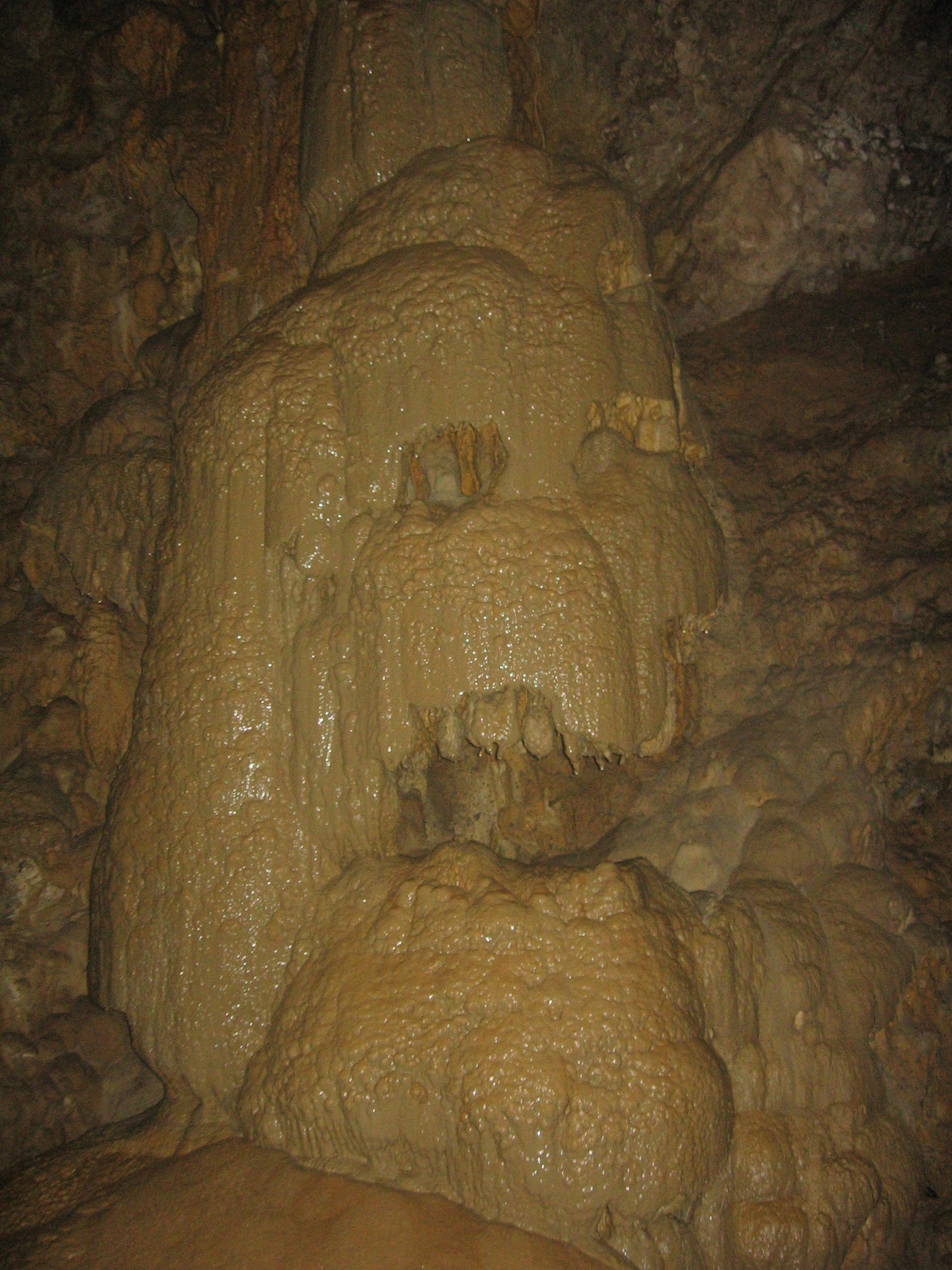
«Череп»

Печеру відкрив у 1961 році Гіві Шалвович Смир, який з 2001 року є директором комплексу Новоафонських печер. З 1975 року відкрита для туристів.
Новоафонська печера складається з 9-ти залів, у перших 6-х проводяться щоденні екскурсії, у наступних 2-х — щотижневі, одну залу зарезервовано для наукової праці. Назви зал за чергою:
- Зал «Апсни»
- Зал Спелеологів
- Зал «Нарта»
- Зал «Апсар»
- Зал «Анакопія»
- Зал «Іверія»
- Зал «Аюхаа»
- Зал імені Гіві Смир
- Зал для наукової праці — без назви

## Цікаві факти
- Найбільший зал печери — «Зал спелеологів». Його довжина — 260 метрів, висота — до 50 метрів, ширина — до 75 метрів.
- Найвищий зал печери — зал «Апсар». Його висота — до 70 метрів.
- Найкращі зали печери — Зали імені Гіві Смир, «Анакопія», Геліктитовий грот і Коралітова галерея.

## Транспортна система
З 1975 року у печері діє підземна вузькоколійна залізниця, яку іноді називають «метрополітен в печері». Залізниця має три станції.

## Дивись також
- Новоафонська печерна залізниця.

## Ресурси Інтернету
- Новоафонська печера: фотографії(рос.)
- Чудові печери Абхазії чекають туристів(рос.)